# Saga Valta
Saga Valta is een stripreeks van de hand van scenarioschrijver Jean Dufaux en tekenaar Mohamed Aouamri. De kleuren van deel 1 en 2 zijn verzorgd door BenBK (Benoît Bekaert). De inkleurder van deel 3 was Christian Goussale.
Het eerste deel kwam zowel in het Frans als in het Nederlands uit in 2012 bij uitgeverij Le Lombard.
Deel 1 is vertaald door Pieter van Oudheusden, deel 2 en 3 door BOOM!.